# Brussels Affair
Brussels Affair (Live 1973) es el undécimo álbum en directo de la banda británica de rock The Rolling Stones, lanzado en 2011. Se trata de una compilación de los dos shows que la banda ofreció en Bruselas, el 17 de octubre de 1973 en Forest National Arena, durante el Tour Europeo de la banda. El álbum fue lanzado exclusivamente en descarga digital por Google Music.

## Descripción
El álbum fue registrado durante el Tour Europeo de 1973, promocionando su más reciente álbum Goats Head Soup.
En 1973 a los Rolling Stones se les prohibió tocar en territorio francés, por asuntos relacionados con las drogas, los cuales comprometían a la banda en ese país, esto se vio especialmente durante el verano de 1971, mientras la banda se alojaba en una mansión de Villefranche-sur-Mer y donde registrarían el álbum Exile on Main St. El gobierno francés hizo una proscripción y no pudieron tocar en vivo durante el Tour europeo del 73. Para el mes de octubre decidieron organizar un concierto en Bruselas para la audiencia francesa, con la ayuda de la estación de radio RTL, quienes pusieron un autobús especial para que los seguidores pudiesen acudir a Bruselas.

## Lista de canciones
Todas las canciones escritas y compuestas por Mick Jagger & Keith Richards. 
| N.º | Título                               | Duración |  |
| 1.  | «Brown Sugar»                        | 3:54     |  |
| 2.  | «Gimme Shelter»                      | 5:31     |  |
| 3.  | «Happy»                              | 3:13     |  |
| 4.  | «Tumbling Dice»                      | 5:02     |  |
| 5.  | «Star Star»                          | 4:15     |  |
| 6.  | «Dancing with Mr. D.»                | 4:36     |  |
| 7.  | «Doo Doo Doo Doo Doo (Heartbreaker)» | 5:01     |  |
| 8.  | «Angie»                              | 5:13     |  |
| 9.  | «You Can't Always Get What You Want» | 10:57    |  |
| 10. | «Midnight Rambler»                   | 12:49    |  |
| 11. | «Honky Tonk Women»                   | 3:10     |  |
| 12. | «All Down the Line»                  | 4:19     |  |
| 13. | «Rip This Joint»                     | 2:24     |  |
| 14. | «Jumpin' Jack Flash»                 | 3:26     |  |
| 15. | «Street Fighting Man»                | 5:13     |  |

## Créditos
The Rolling Stones
- Mick Jagger – voz, armónica, guitarra
- Keith Richards – guitarra, coros
- Mick Taylor – guitarra
- Charlie Watts – Batería, percusión
- Bill Wyman – Bajo

Músicos adicionales
- Billy Preston – piano, órgano, Clavinet, coros
- Steve Madaio – trompeta, Fliscorno
- Trevor Lawrence – Saxofón

Personal técnico
- Bob Clearmountain – mezcla